# 2020年東京オリンピックのニュージーランド選手団
2020年東京オリンピックのニュージーランド選手団は、2021年7月23日から8月8日にかけて日本の首都東京で開催された2020年東京オリンピックのニュージーランド選手団、およびその競技結果。

## 概要
今大会はボート、カヌー競技でそれぞれ3枚、計6枚の金メダルを獲得。またラグビー女子でも金メダルを獲得した。その他銀メダル6枚、銅メダル7枚、全体で20枚のメダルを獲得した。

## メダル
| メダル | 選手名 | 競技           | 種目                                | 日付    |
| ------ | --- | -------------- | ----------------------------------- | ------- |
| 金     | グレイス・プレンダーギャスト ケリー・ガウラー | ボート         | 女子舵手なしペア                    | 7月29日 |
| 金     | エマ・トウィグ | ボート         | 女子シングルスカル                  | 7月30日 |
| 金     | トーマス・マキントッシュ ハミシュ・ボンド トム・マレー マイケル・ブレイク ダニエル・ウィリアムソン フィリップ・ウィルソン ショーン・カーカム マット・マクドナルド サム・ボスワース | ボート         | 男子エイト                          | 7月30日 |
| 金     | 7人制ラグビー女子ニュージーランド代表： ルビー・ツイ リシ・プーリー＝レーン ステーシー・フルーラー シライ・カカ サラ・ヒリニ ミケーラ・ブライド タイラ・ネイサン＝ウォン ケリー・ブレージャー ゲイル・ブロートン テレサ・フィッツパトリック ポーティア・ウッドマン アリーナ・サイリ テニカ・ウィリソン     | ラグビー       | 女子7人制ラグビー                   | 7月31日 |
| 金     | リサ・キャリントン | カヌー         | 女子スプリント・カヤック（K-1）200m | 8月3日  |
| 金     | リサ・キャリントン ケイトリン・リーガル | カヌー         | 女子スプリント・カヤック（K-2）500m | 8月3日  |
| 金     | リサ・キャリントン | カヌー         | 女子スプリント・カヤック（K-1）500m | 8月5日  |
| 銀     | ブルック・ドノヒュー ハンナ・オズボーン | ボート         | 女子ダブルスカル                    | 7月28日 |
| 銀     | 7人制ラグビー男子ニュージーランド代表： スコット・カリー ティム・ミッケルソン トネ・ン・シウ エテネ・ナナイ＝セツロ ディラン・コリアー ガロヒ・マガービ＝ブラック アマナキ・ニコル アンドリュー・ニュースタブ リーガン・ウェア カート・ベイカー ジョー・ウェバー シオネ・モリア ウィリアム・ウォーブリック | ラグビー       | 男子7人制ラグビー                   | 7月28日 |
| 銀     | エラ・グリーンスレイド エマ・ダイク ルーシー・スプーアズ ケルシー・ベバン グレース・プレンダーギャスト ケリ・ガウラー ベス・ロス ジャッキー・ガウラー ケイレブ・シェパード | ボート         | 女子エイト                          | 7月30日 |
| 銀     | ピーター・バーリング ブレア・チューク | セーリング     | 男子49er                            | 8月3日  |
| 銀     | エレッセ・アンドリューズ | 自転車         | 女子ケイリン                        | 8月5日  |
| 銀     | キャンベル・スチュアート | 自転車         | 男子オムニアム                      | 8月5日  |
| 銅     | ヘイデン・ワイルド | トライアスロン | 男子個人                            | 7月26日 |
| 銅     | マーカス・ダニエル マイケル・ビーナス | テニス         | 男子ダブルス                        | 7月30日 |
| 銅     | ディラン・シュミット | トランポリン   | 男子トランポリン                    | 7月31日 |
| 銅     | バレリー・アダムズ | 陸上           | 女子砲丸投                          | 8月1日  |
| 銅     | デイビッド・ニーカ | ボクシング     | 男子ヘビー級                        | 8月3日  |
| 銅     | トーマス・ウォルシュ | 陸上           | 男子砲丸投                          | 8月5日  |
| 銅     | リディア・コ | ゴルフ         | 女子                                | 8月7日  |

## サッカー
- 女子[1]

## ラグビー
- 男子[2]
- 女子[2]